# Liste der beweglichen Denkmale im Landkreis Vorpommern-Rügen
In der Liste der beweglichen Denkmale im Landkreis Vorpommern-Rügen sind
die entsprechenden Denkmale aufgelistet. Diese sind, auch wenn sie ständig oder überwiegend an einem Ort vorzufinden sind, nicht in den entsprechenden Ortsdenkmallisten enthalten. Grundlage ist die Veröffentlichung der Denkmalliste des Landkreises Vorpommern-Rügen, Auszug aus der Kreisdenkmalliste vom August 2015.

## Legende
In den Spalten befinden sich folgende Informationen:
- ID-Nr: Die Nummer wird von den Denkmalämtern der Landkreise vergeben. Wenn sie nicht bekannt ist, bleibt die Spalte leer. In dieser Spalte kann sich zusätzlich das Wort Wikidata befinden, der entsprechende Link führt zu Angaben zu diesem Denkmal bei Wikidata.
- Lage: die Adresse des Denkmales und die geographischen Koordinaten.
Link zu einem Kartenansichtstool, um Koordinaten zu setzen. In der Kartenansicht sind Denkmale ohne Koordinaten mit einem roten bzw. orangen Marker dargestellt und können in der Karte gesetzt werden. Denkmale ohne Bild sind mit einem blauen bzw. roten Marker gekennzeichnet, Denkmale mit Bild mit einem grünen bzw. orangen Marker.
- Bezeichnung: Bezeichnung, so wie sie in den offiziellen Listen der Denkmalämter steht. Ein Link hinter der Bezeichnung führt zum Wikipedia-Artikel über das Denkmal. Wenn die Bezeichnung der Denkmalämter inhaltlich fehlerhaft ist, ist in der Spalte „Beschreibung“ darauf hinzuweisen.
- Beschreibung: Beschreibung des Denkmales
- Bild: ein Bild des Denkmales und gegebenenfalls einen Link zu weiteren Fotos des Denkmals im Medienarchiv Wikimedia Commons

## Liste
| ID | Lage                           | Bezeichnung                                                      | Beschreibung | Bild                                                  |
| -- | ------------------------------ | ---------------------------------------------------------------- | --- | ----------------------------------------------------- |
|    | Göhren, Am Südstrand (Karte)   | Küstenfrachter Luise                                             | | Weitere Bilder                                        |
|    | Putbus, Binzer Str. 12 (Karte) | „Rügensche Kleinbahn (RüKB)“, sog. „Rasender Roland“             | | Weitere Bilder                                        |
|    | Putbus, Binzer Str. 12         | Güterwagen 97-42-10 (ohne Achsen, gedeckt)                       | |                                                       |
|    | Putbus, Binzer Str. 12         | Dampflokomotive, Baureihe 099, Vulkan 52Mh 1914                  | | Dampflokomotive, Baureihe 099, Vulkan 52Mh 1914       |
|    | Putbus, Binzer Str. 12         | Dampflokomotive, Baureihe 099, Henschel 1938 - 994801            | | Dampflokomotive, Baureihe 099, Henschel 1938 - 994801 |
|    | Putbus, Binzer Str. 12         | Dampflokomotive, Baureihe 099, Henschel 1938 - 994802            | | Dampflokomotive, Baureihe 099, Henschel 1938 - 994802 |
|    | Putbus, Binzer Str. 12         | Brennkraftkleinlok 6003 Baujahr 1943                             | | Brennkraftkleinlok 6003 Baujahr 1943                  |
|    | Putbus, Binzer Str. 12         | Dampflokomotive, Baureihe 099, Vulkan 53Mh 1925                  | | Dampflokomotive, Baureihe 099, Vulkan 53Mh 1925       |
|    | Putbus, Binzer Str. 12         | Personenwagen: KABA 970-152                                      | | Personenwagen: KABA 970-152                           |
|    | Putbus, Binzer Str. 12         | Personenwagen: KABA 970-153                                      | umgezeichnet auf Rü. K. B. 33 | Personenwagen: KABA 970-153                           |
|    | Putbus, Binzer Str. 12         | Personenwagen: KB 4 tr 970-762                                   | |                                                       |
|    | Putbus, Binzer Str. 12         | Personenwagen: KB 4 KÜ 970-154                                   | |                                                       |
|    | Putbus, Binzer Str. 12         | Personenwagen: KB 4 tr 970-761                                   | |                                                       |
|    | Putbus, Binzer Str. 12         | Personenwagen: KB 4 970-791                                      | umgezeichnet auf Rü.K.B. 53 | Personenwagen: KB 4 970-791                           |
|    | Putbus, Binzer Str. 12         | Personenwagen: KD 4 974-482                                      | |                                                       |
|    | Putbus, Binzer Str. 12         | Güterwagen 97-40-75 (Zweiachser, offen)                          | |                                                       |
|    | Putbus, Binzer Str. 12         | Güterwagen 97-40-32 (Zweiachser, offen)                          | |                                                       |
|    | Putbus, Binzer Str. 12         | Güterwagen 97-42-19 (Zweiachser, gedeckt)                        | |                                                       |
|    | Putbus, Binzer Str. 12         | Güterwagen 97-42-22 (Zweiachser, gedeckt)                        | |                                                       |
|    | Putbus, Binzer Str. 12         | Güterwagen 97-42-23 (Zweiachser, gedeckt)                        | |                                                       |
|    | Putbus, Binzer Str. 12         | Güterwagen 97-42-46 (Zweiachser, gedeckt) (Zweiachser, offen)    | |                                                       |
|    | Putbus, Binzer Str. 12         | Güterwagen 97-42-63 (Zweiachser, gedeckt)                        | | Güterwagen 97-42-63 (Zweiachser, gedeckt)             |
|    | Putbus, Binzer Str. 12         | Gerätewagen, 97-49-01 (Vierachser, gedeckt)                      | |                                                       |
|    | Putbus, Binzer Str. 12         | Fakultativwagen 97-42-56                                         | |                                                       |
|    | Putbus, Binzer Str. 12         | Personenwagen 970-151                                            | |                                                       |
|    | Putbus, Binzer Str. 12         | Personenwagen 970-771                                            | |                                                       |
|    | Putbus, Binzer Str. 12         | Gepäckwagen 975-101                                              | |                                                       |
|    | Putbus, Binzer Str. 12         | Personenwagen 971-210                                            | | Personenwagen 971-210                                 |
|    | Putbus, Binzer Str. 12         | Personenwagen 971-212                                            | |                                                       |
|    | Putbus, Binzer Str. 12         | Personenwagen 971-214                                            | | Personenwagen 971-214                                 |
|    | Putbus, Binzer Str. 12         | Personenwagen 971-217                                            | |                                                       |
|    | Putbus, Binzer Str. 12         | Personenwagen 971-221                                            | |                                                       |
|    | Sellin, Ortsteil Seedorf       | Küstensegler „Johanna Renate“ (z.Zt. in Seedorf, Instandsetzung) | |                                                       |
|    | Barth                          | Fährschiff „Wittow“, neuer Standort „Technikmuseum in Barth“     | | Weitere Bilder                                        |
| 1  | Stralsund                      | Segelschulschiff Gorch Fock I                                    | Das ehemalige Segelschulschiff Gorch Fock I wird seit 1. März 2016 als Nr. 1 in der Liste der beweglichen Denkmale der Hansestadt Stralsund geführt. Gemeinsam mit den übrigen Denkmalen der Stadt, separat von den Denkmalen in den anderen Orten im Landkreis. Das Schiff wurde 1933 bei Blohm & Voss in Hamburg gebaut. Es war zunächst bei der Deutschen Marine im Einsatz, Stralsund war Heimathafen. Nach dem Zweiten Weltkrieg kam es zur sowjetischen Marine und 1991 zur ukrainischen Handelsmarine. 1999 kam das Schiff wieder nach Deutschland und liegt seit 2003 im Stralsunder Hafen. | Weitere Bilder                                        |

## Quelle
- Denkmalliste des Landkreises Vorpommern-Rügen